# دار باشكوف

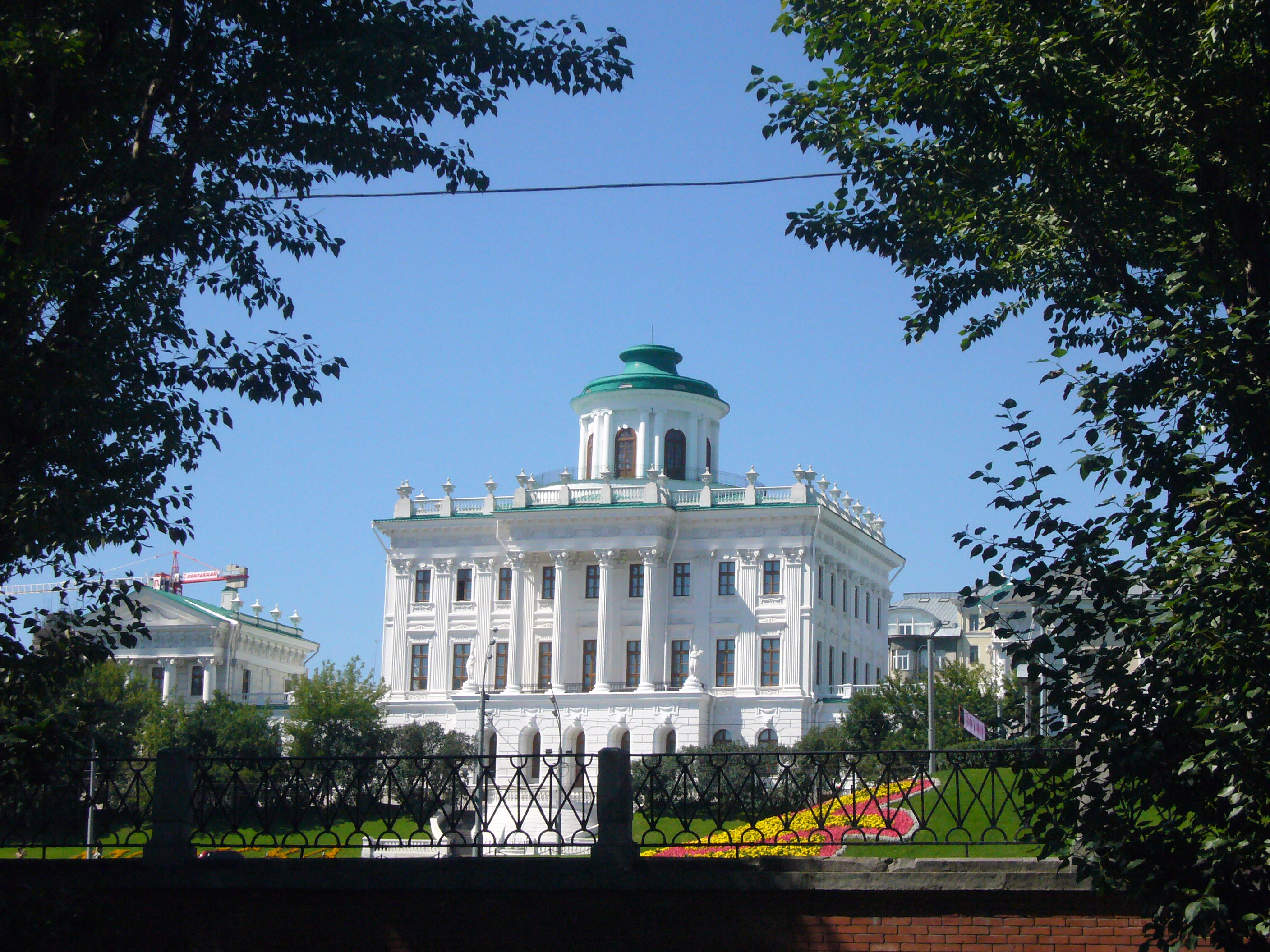
دار باشكوف، 2007 م.

دار باشكوف هو قصر مبني على الطراز الكلاسيكي المحدث ويقع الدار على تل يواجه تل بوروفيتسكي المواجه للكرملين. ودار باشكوف تملكه حاليا المكتبة الوطنية الروسية.
في عام 1921م خصص مبنى الدار لقسم المخطوطات النادرة في مكتبة لينين، وتم ترميم المبنى من سنة 1988م إلى سنة 2007م.